# Rudolf 1. af Anhalt-Zerbst
Fyrst Rudolf 1. af Anhalt-Zerbst (tysk: Rudolf I., Fürst von Anhalt-Zerbst; 28. oktober 1576 – 30. juli 1621) var fyrste af det tyske fyrstendømme Anhalt-Zerbst fra 1603 til sin død i 1621.

## Biografi

### Tidlige liv
Rudolf blev født den 28. oktober 1576 i Harzgerode i Anhalt som den femte søn af Fyrst Joachim Ernst af Anhalt i hans andet ægteskab med Eleonora, datter af Hertug Christoph af Württemberg.

### Fyrste af Anhalt
Ved Fyrst Joachim Ernsts død i 1586 arvede Rudolf det forende fyrstendømme Anhalt i fællesskab med sine seks brødre i overensstemmelse med Huset Askaniens familieregler, der ikke tillod nogen deling af territorier mellem arvinger. Da de yngre brødre stadig var mindreårige ved faderens død, fungerede den ældste søn Johan Georg som regent på deres vegne.

### Fyrste af Anhalt-Zerbst
I 1603 delte Joachim Ernsts fem overlevende sønner fyrstendømmet Anhalt mellem sig, hvorved der opstod linjerne Anhalt-Dessau, Anhalt-Bernburg, Anhalt-Plötzkau, Anhalt-Zerbst og Anhalt-Köthen. Rudolf fik Zerbst og grundlagde linjen Anhalt-Zerbst af Huset Askanien, der regerede i Anhalt-Zerbst frem til linjen uddøde i mandslinjen i 1793, hvorefter dets territorium blev fordelt mellem de øvrige anhaltinske linjer af Huset Askanien.

### Død og arvefølge
Fyrst Rudolf døde 44 år gammel den 30. juli 1621 i Zerbst. Han blev efterfulgt som fyrste af Anhalt-Zerbst af sin eneste søn Johan.

## Eksterne links
- Wikimedia Commons har flere filer relateret til Rudolf 1. af Anhalt-Zerbst
- Slægten Askaniens officielle hjemmeside Arkiveret 21. august 2018 hos  Wayback Machine

| Rudolf 1.Huset AskanienFødt: 28. oktober 1576 Død: 30. juli 1621 |                                     |                         |
| Titler som regent                                                |                                     |                         |
| Foregående: Joachim Ernst 1.                                     | Fyrste af Anhalt-Zerbst 1603 – 1621 | Efterfølgende: Johan 6. |